# Gera

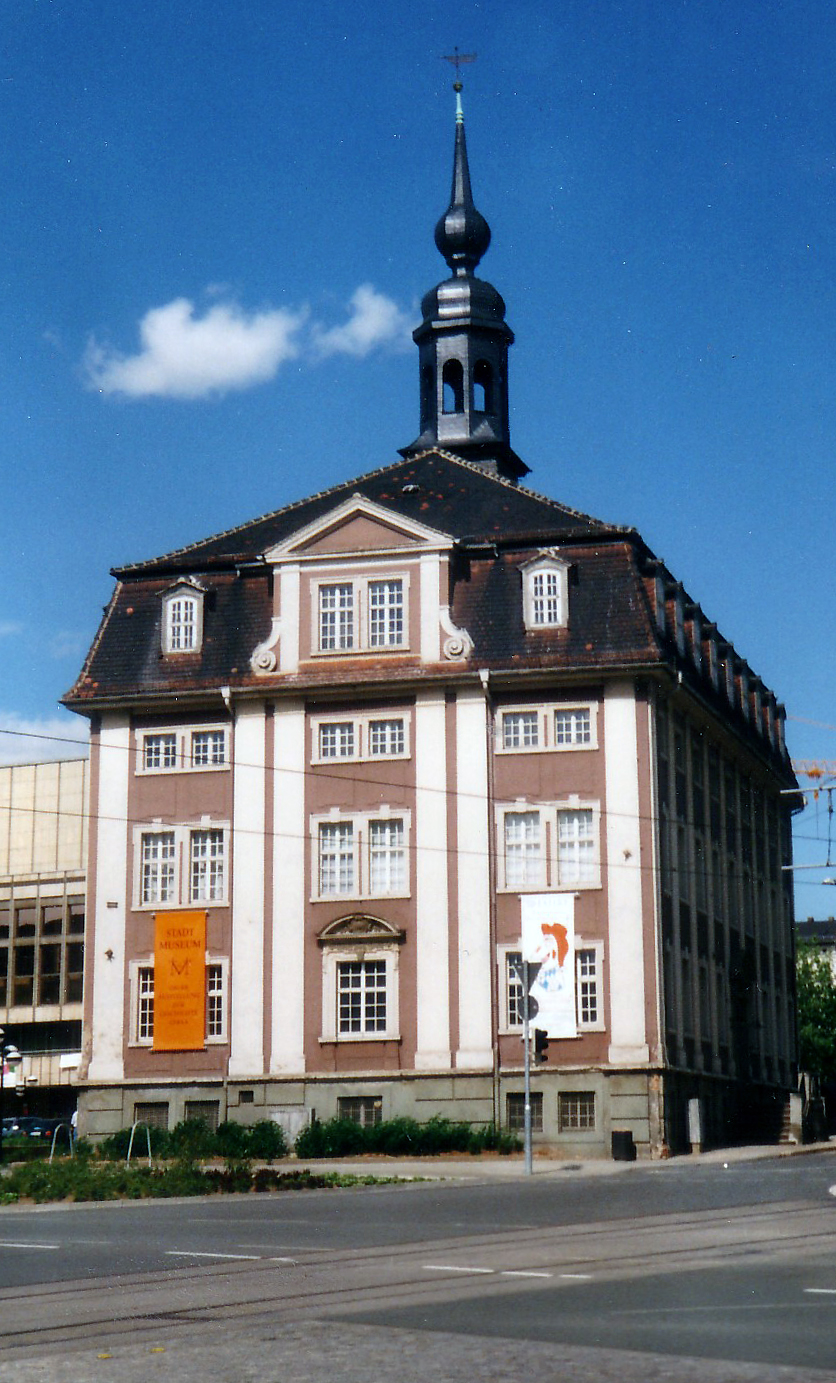
Muzeum miasta (Stadtmuseum)

Gera – miasto na prawach powiatu we wschodnich Niemczech, w kraju związkowym Turyngia, nad Białą Elsterą, ok. 60 km na południe od Lipska, ok. 80 km na wschód od Erfurtu, przy autostradzie A4. Po Erfurcie i Jenie trzecie co do wielkości miasto kraju związkowego Turyngia. 31 grudnia 1988 roku miasto liczyło 134 834 mieszkańców, a 31 grudnia 2014 roku już tylko 94 492 mieszkańców.

## Historia
Osada założona w VIII wieku. Nazwa miejscowości Gera pierwotnie odnosiła się do obszaru doliny rzeki Elster, gdzie obecnie znajduje się miasto. Nazwa najprawdopodobniej powstała przed Europejskim Okresem Wędrówek Ludowych – nazwę tę przyjęli ludzie, którzy jako pierwsi osiedlili się na tym obszarze w VIII wieku. Pierwsza znana dokumentalna wzmianka o Gerze pochodzi z 995 roku.
W 999 r. cesarz Otto III przydzielił „prowincję” Gera opactwu w Quedlinburgu. Z kolei protektorat nad tym terenem kościół powierzył w 1209 r. wójtom Weida, którzy pełnili funkcję jego administratorów. Prawa miejskie uzyskała w 1237 roku. Vogts von Weida byli przodkami Reussów, którzy rządzili Gerą do 1918 roku. Miasteczko zostało okrążone w XIII wieku na powierzchni 350 × 350 m, a w południowo-zachodnim narożniku przy dzisiejszej Burgstraße powstał zamek miejski Vogtów. Pieczęć miejska została po raz pierwszy użyta w 1350 roku, rada została nazwana po raz pierwszy w 1360, a ratusz wzmiankowany w 1426 r. Opatka Quedlinburg pozostała formalną władczynią Gery do 1358 roku, kiedy to podążyli za nią Wettynowie. Vogtowie nie mogli wyzwolić się spod rządów Wettinów. W 1450 r. Gera została prawie doszczętnie zniszczona podczas saskiej wojny bratobójczej, ale szybko mogła się odrodzić, ponieważ uruchomiona fabryka włókiennicza przyniosła miastu bogactwo. Od 1920 roku znajduje się na terenie Turyngii. Miasto doznało dużych zniszczeń w wyniku bombardowania w 1945 roku. Do 3 października 1990 roku należało do Niemieckiej Republiki Demokratycznej. Od 1927 do 1990 roku znajdował się tu zakład Fritz Fleischer KG produkujący głównie autobusy.
Reformacja została wprowadzona w Gerze w 1533 r. wbrew woli wójtów przez Wettynów. Po wojnie szmalkaldzkiej w 1546 r. Wettynowie utracili Gerę na rzecz Ziem Korony Czeskiej, która jednak nie miała żadnego wpływu na miasto, tak że Vogts i esp. Reussowie (którzy wyłonili się z Vogts w połowie XVI wieku), ponieważ rzeczywiście władcy zostali wzmocnieni. W XVI wieku niektórzy sukiennicy z hiszpańskiej Holandii wyemigrowali do Gery jako uchodźcy religijni na zaproszenie Henryka II, hrabiego Reuss-Gera i rozwinęli działalność tekstylną w Gerze.
W 1673 r. Reussowie zostali podniesieni do cesarskich hrabiów, co dało im pełną suwerenność w Świętym Cesarstwie Rzymskim; Gera stała się ich królewską rezydencją. W latach 1686 i 1780 wielkie pożary miejskie zniszczyły większość budynków w Gerze. Miasto zostało odbudowane stosunkowo jednolicie w latach 80. XVIII wieku w stylu późnobarokowym, który do dziś wyznacza centrum miasta.
W 1806 r. Napoleon założył swoją cesarską kwaterę główną w Gerze podczas wojny czwartej koalicji. Stąd 12 października 1806 r. cesarz francuski celowo wysłał do króla Fryderyka Wilhelma III Pruskiego arogancki i groźny list, który skłonił Królestwo Prus do wojny i miażdżącej klęski w bitwie pod Jeną kilka dni później
Po przejęciu władzy przez nazistów społeczność żydowska Gery została zniszczona, synagogę spalono w czasie Nocy Kryształowej w 1938 r. Żydzi z miasta wyemigrowali lub zostali zamordowani w nazistowskich obozach. Na miesiąc przed zakończeniem II wojny światowej, 6 kwietnia 1945 r., amerykańskie bombardowania zniszczyły część miasta i zabiły 514 mieszkańców. Uszkodzonych zostało około 300 budynków, w tym zamek Osterstein i kilka zabytkowych budynków w centrum miasta, z których wiele nie zostało odbudowanych po wojnie. Siły amerykańskie zajęły Gerę 14 kwietnia 1945 r., ale zostały zastąpione przez Sowietów 1 lipca 1945 r.
Po zjednoczeniu Niemiec w 1990 r. Gera stała się częścią odrodzonego państwa Turyngii. Po zjednoczeniu Gera straciła jednak większość funkcji administracyjnych, a prawie wszystkie miejskie fabryki zostały zamknięte. Doprowadziło to do ciągłego kryzysu gospodarczego ze znacznym bezrobociem, a populacja miasta spadła z 135 000 w 1990 roku do mniej niż 100 000 dekadę później.

## Zabytki
- renesansowy ratusz z 1576 r.
- zamek Osterstein, poważnie zniszczony w 1945 r.
- barokowy kościół Zbawiciela z 1720, z secesyjnym wnętrzem,
- neogotycki kościół św. Jana z 1885,
- teatr z 1902 r.
- willa Schulenburg zaprojektowana przez Henry’ego van de Velde
- zoo od 1973 r.

## Demografia
| Rok  | Ogółem  | Mężczyźni | Kobiety |
| ---- | ------- | --------- | ------- |
| 2000 | 112 835 | 54 397    | 58 438  |
| 2010 | 99 262  | 47 929    | 51 333  |
| 2020 | 92 126  | 44 474    | 47 652  |

Źródło: 

## Muzea
- muzeum miejskie (Stadtmuseum)
- dom Otto Dixa
- galeria sztuki „Orangerie”
- Muzeum Historii Naturalnej (Museum für Naturkunde) w Schreibersches Haus, najstarszym budynku w mieście
- Muzeum Sztuki Użytkowej (Museum für Angewandte Kunst) w Ferbersches Haus

## Gospodarka
W mieście rozwinął się przemysł maszynowy, włókienniczy, środków transportu, elektrotechniczny, odzieżowy oraz spożywczy.

## Transport
- Port lotniczy Altenburg-Nobitz
- stacja kolejowa Gera Hauptbahnhof
- system tramwajowy

## Sport
W mieście swoją siedzibę ma założony w 1922 roku klub piłkarski BSG Wismut Gera, który domowe mecze rozgrywa na Stadion der Freundschaft.

## Współpraca
Miejscowości partnerskie:
- Arnhem, Holandia
- Fort Wayne, Stany Zjednoczone
- Goražde, Bośnia i Hercegowina
- Kuopio, Finlandia
- Norymberga, Bawaria
- Pilzno, Czechy
- Psków, Rosja
- Rostów, Rosja
- Saint-Denis, Francja
- Skierniewice, Polska
- Sliwen, Bułgaria
- Timișoara, Rumunia